# Landschaftsschutzgebiet Strážovské vrchy

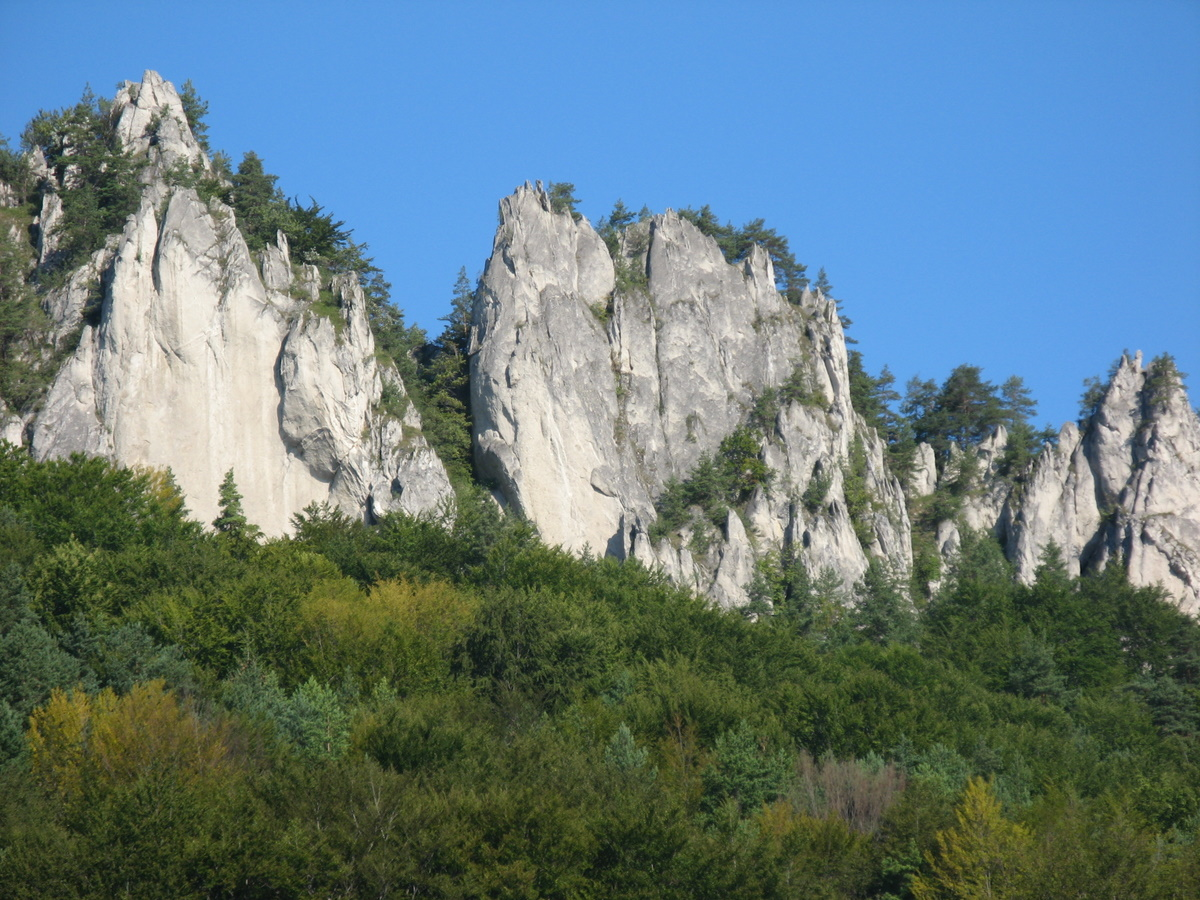
Eine der Felsenformationen bei Súľov-Hradná

Das Landschaftsschutzgebiet Strážovské vrchy (slowakisch Chránená krajinná oblasť Strážovské vrchy) ist ein Landschaftsschutzgebiet im Nordwesten der Slowakei. Es bedeckt die Gebirge Strážovské vrchy und Súľovské vrchy und liegt mehrheitlich im politischen Bezirk Trenčiansky kraj (Okresy Ilava, Považská Bystrica, Prievidza und Púchov), mit kleineren Teilen im Žilinský kraj (Okresy Bytča und Žilina).
Der Sitz der Verwaltung befindet sich in Považská Bystrica.
Das Landschaftsschutzgebiet setzt sich aus zwei unterschiedlichen Gebirgen zusammen. Im Norden liegt das Gebirge Súľovské vrchy, in dessen Zentrum ein Erosionskessel liegt, der von verschiedenen bizarren und spitzigen Felsenformationen umgeben ist. Gute Beispiele dieser Formationen sind Súľovské skaly (Súľover Felsen) bei Súľov-Hradná oder Manínska tiesňava (Manín-Klamm) bei Záskalie, die als engste Schlucht der Slowakei gilt. Der höchste Berg dieses Teils ist der Veľký Manín (891 m n.m.).
Die Strážovské vrchy sind hingegen ein Kerngebirge, das eine Vielfalt der Gesteine variierter Härte beherbergt. Am häufigsten kommen aber Kalkstein-, Dolomit- und Quarzitformen vor. Im Gegensatz zu den Súľovské vrchy ist dieses Gebiet von dichten Wäldern sowie tiefen Tälern und Furchen geprägt. Der höchste Berg ist der Strážov (1213 m n.m.), aber auch der Vápeč (956 m n.m.) ist wegen seiner Karstlandschaft am Gipfel bemerkenswert.
Am häufigsten wachsen überall die Buchen, Tannen und Ahorne, seltener die Ulmen. In den höheren Lagen ist der gemischte Wald aus Tannen und Buchen verbreitet. In der kalkliebenden Flora sind wärmeliebende Gebirgs- und Hochgebirgsarten vertreten. Dazu wachsen hier mehrere westkarpatische oder karpatische Endemite oder Subendemite wie die Slawische Kuhschelle, Hainburger Feder-Nelke, Dianthus nitidus (Gattung Nelken), Karpaten-Soldanelle, Tatra-Schwingel, Gelbe Witwenblume oder Carduus collinus (Gattung Ringdisteln).
Die Tierwelt ist überwiegend an die Laubwälder gebunden, seltener kann man Steppe-Arten finden. Überall verbreitet ist das Jagdwild, mit zahlreichen Hirschen, Mufflonen, Rehen und Wildschweinen. Von den großen Raubtieren der Slowakei sind Braunbären, Luchse und Wölfe im Landschaftsschutzgebiet anwesend. Einige weitere Tierarten sind der Rote und Schwarze Apollo, Schwalbenschwanz und Segelfalter aus den Insekten, Bergmolch, Äskulapnatter und Schlingnatter aus den Lurchen sowie Turmfalke, Baumfalke, Mäusebussard, Wespenbussard, Habicht, Auerhuhn, Kolkrabe und Steinrötel aus den Vögeln.

## Besonderer Naturschutz
- Národné prírodné rezervácie (NPR, Nationale Naturreservate)

Manínska tiesňava (117,63 ha, seit 1967)
Podskalský Roháč (105,57 ha, 1993)
Strážov (480,01 ha, 1981)
Súľovské skaly (543,23 ha, 1973)
Vápeč (75,38 ha, 1993)
- Prírodné pamiatky (PP, Naturdenkmale)

Bosmany (7,34 ha, 1994)
Jaskyňa Šarkania diera (1979)
Prečínska skalka (3,78 ha, 1994)
Súľovský hrádok (16,28 ha, 2001)
Zliechovský močiar (2,8 ha, 2001)
- Prírodné rezervácie (PR, Naturreservate)

Kostolecká tiesňava (29,8 ha, 1970)
Quelle: